# Angélica María

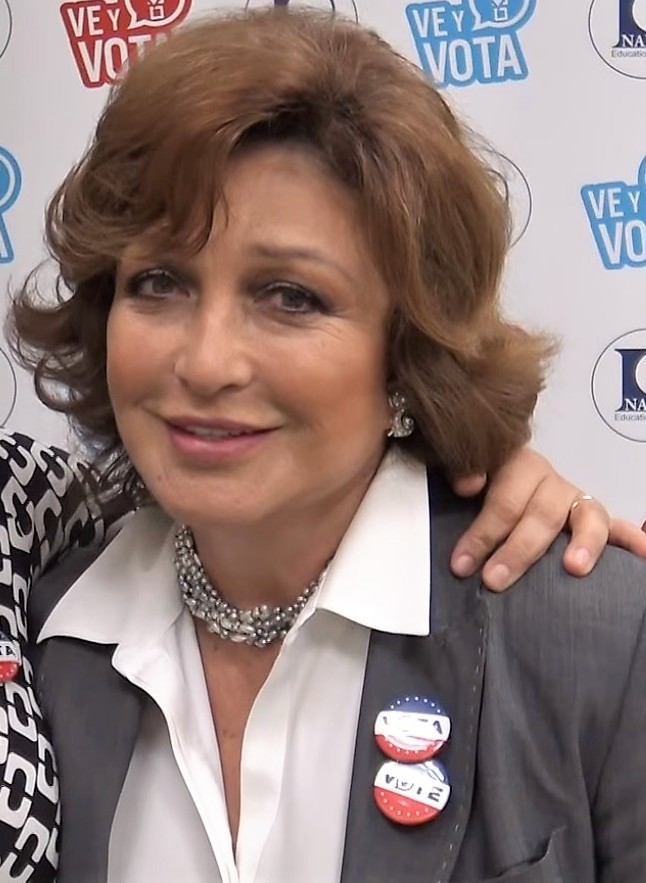
Angélica María (2016)

Angélica María (* 27. September 1944 in New Orleans, Louisiana als Angélica María Hartman Ortiz) ist eine mexikanische Sängerin und Schauspielerin.

## Leben
Die Tochter des Musikers Arnold Frederic Hartman debütierte bereits 1950 in dem Film Pecado des Produzenten Gregorio Walerstein. Nach einer Anzahl weiterer Filme debütierte sie 1955 am Theater in dem Stück La Mala Semilla. 1960 spielte sie in dem Theaterstück El Canto De La Cigarra an der Seite von Manolo Fábregas. Im gleichen Jahr wirkte sie an einer der ersten Telenovelas, Cartas De Amor, mit und hatte ihre erste Gesangsrolle in dem Film Las Hijas Del Amapolo.
Ab 1961 erschienen die ersten LPs Angélica Marías, daneben spielte sie in weiteren Filmen. 1965 drehte sie in Spanien mit Paco Camino den Film Fray Torero. Um 1970 hatte sie bereits in 70 Filmen gespielt, ein dutzend Platten aufgenommen und fünfzig Preise in den USA und Südamerika gewonnen. 1973 wurde die Single Tu Sigues Siendo El Mismo eine Million Mal in den USA verkauft. 1975 heiratete sie den Musiker Raúl Vale.
Neben ihrer Arbeit an weiteren Plattenaufnahmen und Mitwirkung an Filmen und Telenovelas trat sie 1977 in der Theaterkomödie Papacito Piernas Largas auf, die in drei Jahren mehr als eintausendmal aufgeführt wurde. In der Show La Historia Del Cine trat sie 1980 als Sängerin, Tänzerin und Imitatorin auf. Mit Show La Magia De Angélica Maria trat sie von 1983 bis 1985 in ganz Amerika von Chile bis New York auf.
1987 trat sie gemeinsam mit ihrer Mutter Angélica Ortiz in der musikalischen Komödie Una Estrella auf, ein weiterer gemeinsamer Auftritt folgte 1990 in dem Theaterstück Mama Ama El Rock. 1993 debütierte Angélica María als Operettensängerin in La Viuda Alegre. Im Folgejahr spielte sie in der sechshundertteiligen Telenovela Agujetas De Color De Rosa. 1995 trat sie erstmals in einem Stück für Kinder, La Isla De Los Niños, auf. 1998 gründete sie mit ihrer Tochter Angélica Vale die Producciones Angélica Ortiz und debütierte mit der Produktion musikalischen Komödie La Cenicienta.
Im Jahr 2001 wirkte Angélica María erstmals an einem Hörspiel, La extraña señorita Felton, mit. Im Folgejahr begann sie eine Talkshow mit Frauen mit Problemen im Klimakterium oder der Menopause. 2003 spielte sie neben Sônia Braga in José Bojórquez’ Film Sea of dreams.